# دیگچه‌ای‌سانان
دیگچه‌ای‌سانان (نام علمی: Chytridiales) نام یک راسته از شاخه قارچ‌های دیگچه‌ای است.